# Céline Dion díjai és elismerései
Céline Dion karrierje során számos díjat és elismerést kapott a zeneiparban világszerte elért sikereiért; többek között öt Grammy, tizenként World Music Awards, hét American Music Award, hét Billboard Music Award, huszonegy Juno- és harminckilenc Félix-díjat. 2004-ben, miután lemezeladásai átlépték a 175 millió példányszámos határt, az énekesnő Chopard Diamond-díjat kapott a World Music Awards díjátadó rendezvényen, mint minden idők legsikeresebb művésznője.
Ezeken kívül az általa előadott dalok közül további öt kapott Grammy-díjat, valamint több is részesült Oscar-díjban és Golden Globe-díjban, melyeket a dalszerzők kaptak. Első dala, mely a két utóbbi díjat egyszerre nyerte el, a A Szépség és a Szörnyeteg című 1991-ben bemutatott animációs film The Beauty and the Beast című betétdala volt, majd később a My Heart Will Go On is kiérdemelte mindkettőt. 1999-ben Andrea Bocellivel énekelt duettje, a The Prayer megnyerte a Golden Globe-ot a legjobb eredeti film betétdal kategóriában, Oscar-jelölését a legjobb eredeti dalok között nem tudta díjra váltani, illetve az 1996-ban megjelent Because You Loved Me kislemezt szintén jelölték mindkét jelentős díjra. A 2008-as World Music Awards díjátadó rendezvényen az énekesnő elnyerte a minden idők legtöbb lemezt eladott énekesnője elismerést.

## 1982
- Yamaha Music Festival Awards
  - Legjobb dal Tellement j’ai d’amour pour toi
- Yamaha Symphony Orchestra Awards
  - Legjobb előadó

## 1983
- Félix-díj
  - Az én legjobb új énekese
  - Az év popalbuma – Tellement j’ai d’amour…
  - Az év énekesnője
  - A Québecen kívül legnagyobb sikert elérő québeci művész

## 1984
- Félix-díj
  - Az év legsikeresebb albuma – Les chemins de ma maison
  - Az év énekesnője

## 1985
- Félix-díj
  - Az év albuma – Mélanie
  - Az év legsikeresebb albuma – Mélanie
  - Az év popdala – Une colombe
  - Az év legsikeresebb kislemeze – Une colombe
  - Az év énekesnője

## 1988
- Félix-díj
  - Az év popdala – Incognito
  - Az év énekesnője
  - Az év legjobb élő előadása
  - A Québecen kívül legnagyobb sikert elérő québeci művész
- 1988-as Eurovíziós Dalfesztivál
  - Ne partez pas sans moi
- MetroStar Award
  - Az év 25 év alatti fiatal művésze

## 1990
- Billet Platine
  - Billet Platine a Céline Dion-koncertért
- Félix-díj
  - Legjobb angol nyelvű művész (visszautasította)

## 1991
- Juno-díj
  - Az év albuma – Unison
  - Az év énekesnője
- Félix-díj
  - Québeci művész nem francia nyelven elért legnagyobb sikere

## 1992
- World Music Awards
  - Az év legsikeresebb kanadai énekesnője
- Juno-díj
  - Az év énekesnője
- Félix-díj
  - Az év legsikeresebb albuma - Dion chante Plamondon
  - Québeci művész nem francia nyelven elért legnagyobb sikere
- MuchMusic Video Awards
  - Legjobb kortárs felnőtt videó – Je danse dans ma tête
- Governor General's Award
  - Kitüntetés Kanada 125. évfordulója alkalmából a kanadai kultúrához való hozzájárulásáért

## 1993
- Grammy-díj
  - Grammy-díj a legjobb vokális popduó vagy -együttes teljesítményért – Beauty and the Beast (Peabo Brysonnal)
  - Grammy-díj a legjobb dalnak film, televíziós sorozat vagy egyéb média kategóriában - Beuty and the Beast (Alan Menken és Howard Ashman)
- Billboard Awards
  - Billboard International Creative Achievement Award
- Juno-díj
  - Legsikeresebb francia nyelvű album – Dion chante Plamondon
  - Az év kislemeze – Beauty and the Beast
  - Legjobb tánc– Love Can Move Mountains (club mix)
  - Az év énekesnője
- Félix-díj
  - Québeci művész nem francia nyelven elért legnagyobb sikere
  - A Québecen kívül legnagyobb sikert elérő québeci művész

## 1994
- Grammy-díj
  - Grammy Award a legjobb hangszerelésért – When I Fall in Love (David Foster és Jeremy Lubbock részére)
- Juno-díj
  - Az év énekesnője
- Félix-díj
  - Az év művésznője
  - Québeci művész nem francia nyelven elért legnagyobb sikere
  - A Québecen kívül legnagyobb sikert elérő québeci művész

## 1995
- World Music Awards
  - Az év legtöbb lemezt eladott kanadai művésznője
- Ivor Novello Awards
  - Az év dala – Think Twice
- Juno-díj
  - Az év albuma – The Colour of My Love
  - Az év legsikeresebb albuma (külföldi vagy hazai) – The Colour of My Love
- Félix-díj
  - Az év pop/rockalbuma – D’eux
  - Az ép legnépszerűbb dala – Pour que tu m’aimes encore
  - A Québecen kívül legnagyobb sikert elérő québeci művész

## 1996
- World Music Awards
  - Az év legtöbb lemezt eladott kanadai művésze
- Midem
  - 1995-ben több mint 10 millió Európában eladott lemezért
  - Több mint négy millió világszerte eladott lemezért D’eux
- Juno-díj
  - Az év legsikeresebb albuma – D’eux
  - Az év legsikeresebb francia nyelvű albuma – D’eux
- Félix-díj
  - Az év legsikeresebb albuma – D’eux
  - Az év művésznője
  - Az év előadása
  - Québeci művész nem francia nyelven elért legnagyobb sikere
  - A Québecen kívül legnagyobb sikert elérő québeci művész
- Bambi-díj
  - Az év legjobb nemzetközi popsztárja
- VH1-díj
  - Az év művésze
- Japan Gold Disc Award
  - Az év nemzetközi dala – To Love You More
- IRMA-díj
  - Legjobb nemzetközi művésznő albuma  – The Colour of My Love
- Malta Music Awards
  - Legsikeresebb nemzetközi művész
- Victoires de la Musique
  - Legjobb francia nyelvű művész
  - Az év legjobb dala – Pour que tu m’aimes encore
- Trophée Radio France Internationale
  - Conseil Francophone de la Chanson – Pour que tu m’aimes encore
- Medal of Arts and Letters
  - A francia kulturális miniszter elismerése a történelem legsikeresebb francia nyelvű művésze részére

## 1997
- Grammy-díj
  - Az év albuma – Falling into You
  - A legjobb popalbum – Falling into You
  - A legjobb dal filmben, televíziós műsorban vagy más médiában Because You Loved Me (Diane Warren részére)
- World Music Awards
  - A világ legtöbb lemezt eladott művésze
  - A világ legtöbb lemezt eladott popzenésze
  - A világ legtöbb lemezt eladott kanadai művésze
- Juno-díj
  - Legsikeresebb album (külföldi vagy hazai) – Falling into You
  - Legsikeresebb francia nyelvű album – Live à Paris
  - Az év énekesnője
  - Nemzetközi teljesítmény
- Félix-díj
  - Az év albuma (pop-rock) – Live à Paris
  - Az év legsikeresebb albuma – Live à Paris
  - Az év énekesnője
  - Québeci művész nem francia nyelven elért legnagyobb sikere
  - A Québecen kívül legnagyobb sikert elérő québeci művész
- NARM-díj
  - 1996/1997 Best Seller-díj az év albumáért – Falling into You
  - 1996/1997 Best Seller-díj popalbumért – Falling into You
  - 1996/1997 Best Seller-díj az év művészének
- IRMA-díj
  - Legjobb nemzetközi művésznő albuma – Falling into You
- Malta Music Awards
  - Legsikeresebb nemzetközi művésznő
- International Achievement in Arts Awards
  - Az év szórakoztatóművészi teljesítménye zenében
- Pop Corn Music Awards
  - Az év legjobb albuma – Falling into You
  - Az év legjobb énekesnője
- Coca-Cola Full Blast Music Awards
  - 1996 legnépszerűbb nemzetközi művésze
- FM Select Diamond Awards
  - Legjobb nemzetközi művésznő
- AMIGO Awards
  - Legjobb nemzetközi művésznő
- National TV2 Awards
  - Legjobb nemzetközi művésznő

## 1998
- World Music Awards
  - Az év legsikeresebb kanadai művésze
- American Music Award
  - Kedvenc pop/rock művésznő
- Billboard Music Award
  - Az év női albuma – Let’s Talk About Love
  - Az év filmzene kislemeze – My Heart Will Go On
  - Az év művésze
  - Az év felnőtt kortárs művésze
  - Az év albuma – Titanic: Music from the Motion Picture
  - Az év filmzene albuma – Titanic: Music from the Motion Picture
- Kanada Rend
  - a Kanada Rend legmagasabb fokozata a világ kortárs zenéjéhez való kiemelkedő hozzájárulásáért
- Québec Nemzeti Rend
  - Quebec Nemzeti Rend tiszti fokozata
- South African Music Awards
  - A legsikeresebb nemzetközi album – Falling into You
- VH1 Viewers Vote Awards
  - Az év művésze
  - Legjobb női művész
  - Az év dívája
- Japan Record Award
  - Nemzetközi művésznek járó különleges elismerés – My Heart Will Go On
- Japan Gold Disc Award
  - Az év nemzetközi popalbuma – Let’s Talk About Love
  - Az év nemzetközi művésze
- MuchMusic Video Awards
  - Kedves művész
- Performance Magazine Readers Poll Awards
  - Legjobb popelőadás
- BMI Pop Awards
  - Az év dala – It's All Coming Back to Me Now
- Pop Corn Music Awards
  - Az év legjobb női énekese
- Hungarian Record Industry Awards
  - Az év nemzetközi albuma – Let’s Talk About Love
- AMIGO Awards
  - Legjobb nemzetközi művésznő

## 1999
- Grammy-díj
  - Grammy-díj az év felvételéért – My Heart Will Go On
  - Grammy-díj a legjobb női popénekes teljesítményért – My Heart Will Go On
  - Grammy-díj az év daláért (kapta James Horner és Will Jennings) – My Heart Will Go On
  - Best Song Written for a Motion Picture, Television or Other Visual Media (kapta James Horner és Will Jennings) – My Heart Will Go On
- World Music Awards
  - A világ legsikeresebb női popzenésze
- American Music Award
  - Kedvenc pop/rock énekesnő
  - Kedvenc felnőtt kortárs művész
  - Kedvenc filmzene – Titanic
- Juno-díj
  - Legjobb album – Let’s Talk About Love
  - Legsikeresebb album (haza vagy nemzetközi) – Let’s Talk About Love
  - Legsikeresebb francia nyelvű album – S’il suffisait d’aimer
  - Az év énekesnője
  - International Achievement Award
- Félix-díj
  - Québeci művész nem francia nyelven elért legnagyobb sikere
- Csillag a kanadai Hírességek Sétányán
- Canadian Broadcast Hall of Fame
- People's Choice Awards
  - Kedvenc női zenei előadó
- Bambi-díj
  - Több mint 10 millió eladott CD-ért Németországban, Ausztriában és Svájcban
- South African Music Awards
  - Legsikeresebb nemzetközi album – Let’s Talk About Love
- Blockbuster Entertainment Awards
  - Kedvenc dal mozifilmből – My Heart Will Go On
- Echo Awards
  - Legsikeresebb nemzetközi művésznő
- Japan Gold Disc Award
  - Az év nemzetközi dala – My Heart Will Go On
  - Az év nemzetközi popalbuma – These Are Special Times
  - Az év nemzetközi művésze
- Sony Music Awards
  - Több mint 100 millió eladott albumért
- Performance Magazine Awards
  - René Angélil az év ügynöke

## 2000
- World Music Awards
  - Az év legsikeresebb női popénekese
- Japan Gold Disc Award
  - Az év nemzetközi albuma – All the Way… A Decade of Song
  - Az év nemzetközi művésze

## 2001
- American Music Awards
  - Kedvenc művész - kortárs felnőtt kategória

## 2002
- Billboard Latin Music Awards
  - Különdíj a My Heart Will Go On című dalért, mint az első angol nyelvű dal a Billboard  magazin Top Latin Songs listáján
- NRJ Music Awards
  - Legjobb francia duett – Sous le vent (Garouval)
- Victoires de la Musique
  - Az év legjobb eredeti dala – Sous le vent
- Félix-díj
  - Legsikeresebb québeci művész nem francia nyelven
- Special Disc Awards
  - 15 millió eladott album és kislemez után az Egyesült Királyságban

## 2003
- American Music Awards
  - Kedvenc művész - felnőtt kategória (január)
  - Kedvenc művész - felnőtt kategória (november)
- IFPI Awards
  - 50 millió eladott album Európában
  - 10 millió eladott album Európában - Let’s Talk About Love
- Dragon Awards
  - Az év művésznője - nemzetközi kategória
- Arion Music Awards
  - Legsikeresebb nemzetközi album - A New Day Has Come

## 2004
- World Music Awards
  - Chopard Diamond-díj (175 millió eladott album után)
- Csillag a hollywoodi hírességek sétányán
- Dragon Awards
  - Az én művésznője - nemzetközi kategória
- FiFi Awards
  - Az év illata - Celine Dion parfümök
- ELLA Awards
  - A zenei, emberi és közösségi hozzájárulásért
- Nevada Ballet Theatre Awards
  - Az év asszonya az előadó művészetben mutatott jelentős hozzájárulásáért

## 2005
- Best of Las Vegas Awards
  - Legnagyobb sztár Las Vegasban
- 6th Annual Visitors’ Choice Awards
  - Kedvenc sztár Las Vegasban
- Etoiles Chérie FM
  - Etoile Chérie FM d’honneur

## 2006
- SOCAN Awards
  - Legjobb zeneszerzés – "Tout près du bonheur"
- Best of Las Vegas Awards
  - Legnagyobb sztár Las Vegasban
- FiFi Awards
  - Legjobb csomagolás - Belong parfüm
- 7th Annual Visitors’ Choice Awards
  - Kedvenc sztár Las Vegasban
- MovieEntertainment Awards
  - Az év szórakoztatója a szórakoztatóipar leghatásosabb kanadaija kategóriában

## 2007
- World Music Awards
  - Legend Award
- Etoiles Chérie FM
  - Etoile Chérie FM Award
- Best of Las Vegas Awards
  - Legjobb énekes
  - Legjobb előadó
  - Legjobb show koreográfia
- Nevada Commission on Tourism
  - Az év évezred szórakoztatója

## 2008
- World Music Awards
  - A világ legsikeresebb francia-kanadai művésze
- Félix Awards
  - Különleges tiszteletbeli díj
- Tiszteletbeli zenei doktori fokozat - Université Laval
- francia Becsületrend
- NRJ Music Awards
  - NRJ Music Award D'honneur
- Special Awards
  - Az egyetlen olyan művész, akinek hét albuma kelt el több mint 1 millió példányban Kanadában
- Special Disc Awards
  - Elismerés több mint 1 millió album eladásért Lengyelországban
- Csillag a krakkói hírességek sétányán

## 2009
- Félix-díj
  - Az év DVD-je - Céline sur les Plaines

## 2012
- Bambi-díj[3]

## Grammy-jelölések

### 1993
- Grammy-díj az év felvételéért – Beauty and the Beast
- Grammy-díj az év daláért (kapta Alan Menken és Howard Ashman) – Beauty and the Beast
- Grammy-díj a legjobb női popénekes teljesítményért – Celine Dion
- Grammy-díj a legjobb vokális popduó vagy -együttes teljesítményért – Beauty and the Beast (Peabo Brysonbanl) megnyerte
- Best Song Written for a Motion Picture, Television or Other Visual Media (kapta Alan Menken és Howard Ashman) – Beauty and the Beast megnyerte

### 1994
- Grammy-díj a legjobb vokális popduó vagy -együttes teljesítményért – When I Fall in Love (Clive Griffinnel)
- Best Instrumental Arrangement Accompanying Vocal(s) (kapta David Foster és Jeremy Lubbock) – When I Fall in Love megnyerte

### 1995
- Grammy-díj a legjobb női popénekes teljesítményért – The Power of Love

### 1997
- Grammy-díj az év felvételéért – Because You Loved Me
- Grammy-díj az év albumáért – Falling into You megnyerte
- Grammy-díj az év daláért (to Diane Warren) – Because You Loved Me
- Grammy-díj a legjobb női popénekes teljesítményért – Because You Loved Me
- Grammy-díj a legjobb popalbumért – Falling into You megnyerte
- Best Song Written for a Motion Picture, Television or Other Visual Media (kapta Diane Warren) – "Because You Loved Me"  megnyerte

### 1998
- Grammy-díj a legjobb popénekesi együttműködésért – Tell Him (Barbra Streisanddal)

### 1999
- Grammy-díj az év felvételéért – My Heart Will Go On megnyerte
- Grammy-díj az év daláért (kapta James Horner és Will Jennings) – My Heart Will Go On megnyerte
- Grammy-díj a legjobb női popénekes teljesítményért – My Heart Will Go On megnyerte
- Grammy-díj a legjobb popénekesi együttműködésért – I’m Your Angel (R. Kellyvel)
- Best Pop Vocal Album – Let's Talk About Love
- Best Song Written for a Motion Picture, Television or Other Visual Media (kapta James Horner és Will Jennings) – My Heart Will Go On megnyerte

### 2000
- Grammy-díj a legjobb popénekesi együttműködésért – The Prayer (Andrea Bocellivel)

### 2001
- Grammy-díj a legjobb popénekesi együttműködésért – All the Way (Frank Sinatrával)